# Xã Linn, Quận Osage, Missouri
Xã Linn (tiếng Anh: Linn Township) là một xã thuộc quận Osage, tiểu bang Missouri, Hoa Kỳ. Năm 2010, dân số của xã này là 2.202 người.